# Moosleerau
Moosleerau é uma comuna da Suíça, no Cantão Argóvia, com cerca de 820 habitantes. Estende-se por uma área de 3,81 km², de densidade populacional de 215 hab/km². Confina com as seguintes comunas: Attelwil, Kirchleerau, Reitnau, Schmiedrued, Staffelbach, Triengen (LU).
A língua oficial nesta comuna é o Alemão.